# Liste d'élections en 1956
Chronologie des élections
- 1952
- 1953
- 1954
- 1955
- 1956
- 1957
- 1958
- 1959
- 1960

Cette liste recense les élections organisées durant l'année 1956. Elle inclut les élections législatives et présidentielles nationales dans les États souverains, ainsi que les principaux référendums.
En cette période de début de décolonisation de l'Afrique, des élections législatives en Côte-de-l'Or britannique (juillet) et au Cameroun français (décembre) participent à la transition de ces deux pays vers l'indépendance. La Côte-de-l'Or sera, en 1957, la première colonie en Afrique subsaharienne à accéder à l'indépendance, prenant le nom de Ghana. La Tunisie, quant à elle, obtient son indépendance en mars 1956, et organise immédiatement ses premières élections, remportées par Habib Bourguiba.
En Égypte, le régime autoritaire de Gamal Abdel Nasser, figure très influente du « non-alignement » et du panarabisme sur la scène internationale, est renforcé par une élection présidentielle et un référendum constitutionnel au mois de juin, où il revendique près de 100 % des voix. Quatre mois plus tard, l'Égypte est attaquée par les forces armées du Royaume-Uni, de France et d'Israël, contraintes finalement de battre en retraite sous la pression internationale.
Outre l'Égypte, plusieurs régimes dictatoriaux organisent des semblants d'élections en 1956, notamment en Amérique latine et en Asie du Sud-Est. Leurs dirigeants, issus de la droite autoritaire, se réclament de l'anticommunisme pour justifier leur répression de toute opposition démocratique. La dictature de Ngô Đình Diệm au Viêt Nam du Sud organise au mois de mars des 'élections' ouvertes uniquement à ses partisans, tandis que Syngman Rhee en Corée du Sud remporte au mois de mai une élection présidentielle dans un contexte de répression. (Son unique opposant sera par la suite exécuté.) Des élections de pure façade sont orchestrées par la dictature militaire au Salvador (mars et mai). Au Honduras, la victoire revendiquée par la dictature aux élections truquées du mois d'octobre aboutit à un coup d'État en faveur de la démocratie.
Dans les démocraties occidentales, une alternance du pouvoir a lieu notamment en France au mois de janvier (une coalition de centre-gauche remplace un gouvernement de coalition de centre-droit), et en Islande au mois de juin : les partis d'opposition, allant de la gauche au centre-droit, s'unissent pour former un gouvernement.

## Par mois

### Janvier
| Date             | Pays             | Élections      | Contexte                                                                                 | Résultats |
| ---------------- | ---------------- | -------------- | ---------------------------------------------------------------------------------------- | --- |
| 2 janvier        | France           | Législatives   | Ces élections se déroulent durant la guerre d'Algérie.                                   | Parlement sans majorité. Le Parti communiste arrive en tête avec un quart des sièges. Ce sont néanmoins des partis de centre-gauche qui parviennent à former un gouvernement de coalition : le Front républicain. Il rassemble la SFIO (socialiste), le Parti radical-socialiste, l'Union démocratique et socialiste de la Résistance (UDSR), et les Républicains sociaux, mais ne dispose que d'une majorité relative des sièges. Guy Mollet (SFIO) est nommé président du Conseil (premier ministre). |
| 7 janvier        | Royaume de Libye | Législatives   |                                                                                          | Les partis politiques étant interdits depuis 1952, tous les députés sont élus sans étiquette. Moustapha Ben Halim demeure premier ministre. |
| 16 et 17 janvier | Finlande         | Présidentielle | Alternance. Les citoyens élisent un collège électoral, qui élit à son tour le président. | Urho Kekkonen (Ligue agrarienne, centriste) recueille une majorité relative des suffrages populaires (26,9 %), puis une majorité absolue des voix du collège électoral au troisième tour de celui-ci. Il devance Karl-August Fagerholm (Parti social-démocrate) de seulement deux voix sur trois-cents. |

### Février
| Date             | Pays             | Élections    | Contexte | Résultats |
| ---------------- | ---------------- | ------------ | --- | --- |
| 11 et 12 février | Malte            | Référendum   | Malte à cette date est un État autonome membre de l'Empire britannique. La proposition soumise à référendum est que Malte devienne partie intégrante du Royaume-Uni. L'archipel conserverait une grande autonomie sur le plan de la politique intérieure, mais élirait des représentants au Parlement britannique. | La proposition est approuvée par 77 % des votants, avec un taux de participation de 59,1 %. Elle n'est toutefois jamais mise en application, en raison notamment des sentiments nationalistes d'une partie importante de la population. |
| 19 février       | Royaume de Grèce | Législatives | Les femmes votent pour la première fois. | Le parti Union radicale nationale (droite) conserve sa majorité absolue des sièges, aidé par un système électoral fortement biaisé en sa faveur. Konstantínos Karamanlís demeure premier ministre.                                      |

### Mars
| Date    | Pays                   | Élections      | Contexte | Résultats |
| ------- | ---------------------- | -------------- | --- | --- |
| 4 mars  | Salvador               | Présidentielle | Le Salvador à cette date est une dictature militaire. Toute opposition réelle est réprimée. La plupart des candidatures d'opposition sont refusées par les autorités ; les deux seuls candidats d'opposition acceptés demandent finalement à leurs partisans de boycotter l'élection. | Le lieutenant-colonel José María Lemus (Parti révolutionnaire de l'unification démocratique, parti de la junte) est élu avec 95,2 % des voix. Des élections législatives ont lieu en mai. |
| 4 mars  | République du Viêt Nam | Législatives   | Élection d'une assemblée constituante. Sous la présidence de Ngô Đình Diệm, le Viêt Nam du Sud est une dictature. Seuls les partis alliés au gouvernement sont autorisés à présenter des candidats ; toute candidature d'opposition est interdite.                                    | L'alliance des partis gouvernementaux (personnaliste) remporte mécaniquement tous les sièges. |
| 25 mars | Tunisie                | Législatives   | Élection d'une assemblée constituante. Ces élections ont lieu cinq jours après l'indépendance du pays en tant que monarchie constitutionnelle. | La coalition « Union nationale », qui rassemble le parti Néo-Destour (socialiste, nationaliste), l'Union générale tunisienne du travail (centrale syndicale), l'Union nationale des fermiers tunisiens et l'Union nationale des artisans et commerçants, remporte tous les sièges, face au Parti communiste, seul parti d'opposition. Habib Bourguiba (Néo-Destour) devient premier ministre. En juillet 1957, le pays devient une république, dont Habib Bourguiba est le président. |

### Avril
| Date          | Pays     | Élections    | Contexte | Résultats |
| ------------- | -------- | ------------ | -------- | --- |
| 5 au 10 avril | Ceylan   | Législatives |          | Alternance. L'alliance du Parti de la liberté (socialiste) et du Parti révolutionnaire pour une société égalitaire (communiste) remporte une majorité absolue des sièges. Solomon Bandaranaike (Parti de la liberté) devient premier ministre. |
| 27 avril      | Birmanie | Législatives |          | La Ligue anti-fasciste pour la liberté du peuple (gauche) conserve une majorité absolue (mais amoindrie) des sièges. U Nu cède la direction du gouvernement à Ba Swe, qui devient premier ministre.                                            |

### Mai
| Date   | Pays                 | Élections                      | Contexte | Résultats |
| ------ | -------------------- | ------------------------------ | --- | --- |
| 9 mai  | Togoland britannique | Référendum                     | Les habitants de ce territoire sous mandat britannique sont invités à choisir entre le statu quo ou l'intégration avec le Ghana voisin, qui est sur le point d'obtenir son indépendance. | Les citoyens votent à 63,9 % pour l'intégration avec le Ghana. Cette intégration est effectuée le 16 décembre. Un référendum a lieu au Togoland français en octobre. |
| 13 mai | Autriche             | Législatives                   | | Le Parti populaire (ÖVP : conservateur, chrétien-démocrate) accroît sa majorité relative des sièges, et manque de peu d'obtenir la majorité absolue. Julius Raab (ÖVP) demeure chancelier, à la tête d'un gouvernement de coalition avec le Parti socialiste (SPÖ).                                                                                    |
| 13 mai | Panama               | Législatives et présidentielle | | La Coalition patriotique nationale (conservatrice) conserve la majorité absolue des sièges. Son candidat Ernesto de la Guardia est élu président de la République avec 68,5 % des voix, face à Víctor Florencio Goytía (Parti national libéral : centriste, seul parti d'opposition autorisé à prendre part au scrutin).                               |
| 15 mai | Corée du Sud         | Présidentielle                 | La Corée du Sud à cette date sévit sous un régime autoritaire, où toute opposition réelle est brutalement réprimée.                                                                      | Syngman Rhee (Parti libéral : conservateur, autoritaire, droite à extrême-droite) est réélu avec 70 % des voix, face à Cho Bong-am (Parti progressiste : gauche, mais soutenu par une partie de la droite qui s'oppose au régime autoritaire de Syngman Rhee). En 1959, Cho Bong-am sera accusé d'avoir reçu de l'argent de Corée du Nord, et exécuté. |
| 15 mai | Salvador             | Législatives                   | Ces élections font suite à la présidentielle du mois de mars. Le Salvador à cette date est une dictature militaire. Toute opposition réelle est réprimée.                                | Le Parti révolutionnaire de l'unification démocratique (parti de la junte) conserve tous les sièges, avec 94,4 % des voix. |

### Juin
| Date    | Pays     | Élections                      | Contexte | Résultats |
| ------- | -------- | ------------------------------ | --- | --- |
| 3 juin  | Équateur | Présidentielle                 | | Alternance. Camilo Ponce Enríquez (Parti social-chrétien : centre-droit) est élu avec 29 % des voix, devant quatre autres candidats. Il devance Raúl Clemente Huerta (candidat d'une alliance de partis de gauche) de seulement trois-mille voix (0,4 %). |
| 13 juin | Pays-Bas | Législatives                   | | Parlement sans majorité. Pour la première fois, le Parti travailliste (social-démocrate) termine en tête, remportant un tiers des sièges et devançant d'un seul siège le Parti populaire catholique (chrétien-démocrate). Willem Drees (travailliste) demeure premier ministre, à la tête d'un gouvernement de coalition avec le PPC, le Parti antirévolutionnaire (chrétien-démocrate protestant), et l'Union chrétienne historique (chrétienne-démocrate, protestante). |
| 17 juin | Bolivie  | Législatives et présidentielle | Sa victoire aux élections de 1951 n'ayant pas été reconnue, le Mouvement nationaliste révolutionnaire (gauche) a pris le pouvoir en 1952 à la suite d'une révolte populaire. Il a instauré le suffrage universel, et développé d'importantes politiques d'éducation, de santé et de redistribution des terres. | Le Mouvement nationaliste révolutionnaire remporte presque tous les sièges à la Chambre des députés, et tous les sièges au Sénat. Son candidat Hernán Siles Zuazo est élu président de la République avec 84,4 % des voix, face à Óscar Únzaga (Falange socialiste : extrême-droite, fasciste) et à deux candidats communistes. |
| 17 juin | Pérou    | Présidentielle                 | Le Pérou est une dictature militaire depuis 1948. Le dictateur Manuel Odría mène une politique socialement progressiste, mais son gouvernement est entaché de corruption et réprime les libertés publiques. Il autorise la tenue d'une élection en 1956 et, en réponse à des manifestations, autorise le très populaire candidat d'opposition Fernando Belaúnde Terry (Front de la jeunesse démocratique, centre-gauche) à y prendre part. | Manuel Prado Ugarteche (Mouvement démocratique pradiste : libéral, populiste, centriste), le candidat qui a la faveur de la junte, est élu avec 45,5 % des voix, devant deux autres candidats. Fernando Belaúnde Terry arrive deuxième avec 36,7 %. |
| 23 juin | Égypte   | Présidentielle et référendum   | L'Égypte à cette date est une dictature à parti unique. La République n'a plus de président, le président Mohammed Naguib ayant été contraint à la démission et placé en résidence surveillée par son premier ministre Gamal Abdel Nasser, qui exerce le pouvoir réel. L'élection présidentielle de 1956 est un plébiscite : il y a un seul candidat, que les citoyens sont appelés à approuver ou rejeter. Le référendum porte sur l'adoption d'une nouvelle Constitution, qui entérinerait la structure d'un État à parti unique, tout en accordant le droit de votes aux femmes et en consolidant les droits des femmes. Les résultats du vote sont truqués. | Gamal Abdel Nasser (Union socialiste arabe : socialisme arabe, panarabisme) est élu officiellement avec 99,9 % des voix, tandis que la Constitution est approuvée officiellement par 99,8 % des votants. |
| 24 juin | Islande  | Législatives                   | | Parlement sans majorité. Alternance. Le Parti de l'indépendance (libéral-conservateur) conserve sa majorité relative des sièges dans les deux chambres. Les partis d'opposition parviennent toutefois à forger une coalition pour gouverner. Hermann Jónasson devient premier ministre, son Parti du progrès (agrarien, centre-droit) s'étant allié au Parti social-démocrate et au parti Alliance populaire (socialiste).                                                |

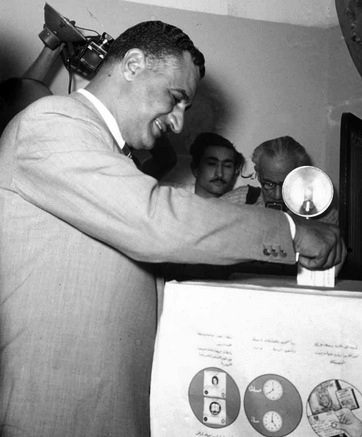
Gamal Abdel Nasser vote lors du référendum égyptien du mois de juin.

### Juillet
| Date       | Pays                     | Élections    | Contexte | Résultats |
| ---------- | ------------------------ | ------------ | --- | --- |
| 17 juillet | Côte-de-l'Or britannique | Législatives | Le Côte-de-l'Or (actuel Ghana) est un État autonome membre de l'Empire britannique. Ces élections préparent la pleine indépendance du pays. | Le Parti de la convention populaire (socialiste, pan-africaniste) conserve sa majorité absolue des sièges. Kwame Nkrumah demeure premier ministre. Le pays accède à l'indépendance, et prend le nom de Ghana, le 6 mars 1957. |

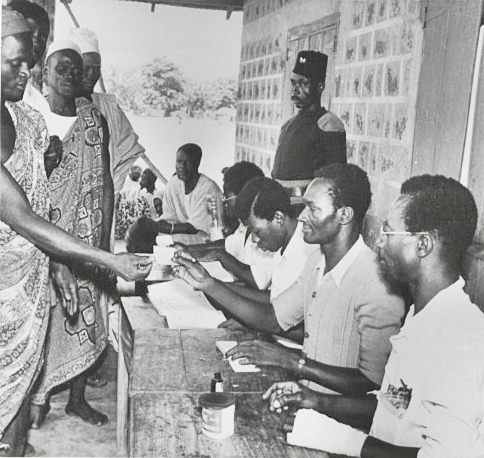
Les élections en Côte-de-l'Or en juillet.

### Septembre
| Date         | Pays  | Élections    | Contexte | Résultats |
| ------------ | ----- | ------------ | -------- | --- |
| 16 septembre | Suède | Législatives |          | Parlement sans majorité. Le Parti social-démocrate des travailleurs conserve la majorité relative des sièges. Tage Erlander (social-démocrate) demeure premier ministre à la tête d'un gouvernement de coalition avec la Ligue agraire (centriste). |

### Octobre
| Date       | Pays              | Élections    | Contexte | Résultats |
| ---------- | ----------------- | ------------ | --- | --- |
| 7 octobre  | Honduras          | Législatives | Élection d'une assemblée constituante. Le pays à cette date est une dictature. Les élections sont truquées, et les manifestations d'opposition sont violemment réprimées. | Le Parti de l'unité nationale (droite) remporte tous les sièges. Le 21 octobre, un coup d'État militaire renverse le dictateur Julio Lozano Díaz et le contraint à l'exil. Le régime militaire de transition prépare un retour du pays à la démocratie.                                                                |
| 21 octobre | Jordanie          | Législatives | | Parlement sans majorité. Le Parti national-socialiste (nationaliste, panarabiste), soutenu par le Parti Baas (nationaliste, socialiste, panarabisle) et par le Parti communiste, obtient une majorité relative des sièges. Sulayman al-Nabulsi (PNS) est nommé premier ministre, malgré les réticences du roi Hussein. |
| 28 octobre | Togoland français | Référendum   | Les habitants de ce territoire sous mandat français sont invités à choisir entre le maintien du mandat français ou l'autonomie au sein de l'Union française. En pratique, le pays est déjà autonome depuis 1955, et Nicolas Grunitzky (le député du territoire à l'Assemblée nationale française) a été nommé premier ministre en septembre 1956. | Les citoyens votent à 93,4 % pour l'autonomie. Le résultat n'est toutefois pas accepté par l'Assemblée générale des Nations unies, car le référendum ne proposait pas une pleine indépendance. L'autonomie de facto est conservée jusqu'à l'indépendance du pays en 1960.                                              |

### Novembre
| Date       | Pays       | Élections                      | Contexte | Résultats |
| ---------- | ---------- | ------------------------------ | -------- | --- |
| 6 novembre | États-Unis | Législatives et présidentielle |          | Le Parti démocrate (centre-gauche) conserve la majorité absolue des sièges dans les deux chambres du Congrès. Dwight D. Eisenhower (Parti républicain : conservateur) est réélu président avec 57,4 % du suffrage populaire, face à Adlai Stevenson (démocrate). |

### Décembre
| Date        | Pays              | Élections    | Contexte                                                                                    | Résultats |
| ----------- | ----------------- | ------------ | ------------------------------------------------------------------------------------------- | --- |
| 23 décembre | Cameroun français | Législatives | Ces élections marquent l'accès du pays à l'autonomie sur le plan de la politique intérieur. | Parlement sans majorité. L'Union camerounaise (indépendantiste) obtient une majorité relative des sièges, devant notamment le Parti des démocrates camerounais (centriste). C'est néanmoins André-Marie Mbida (Parti des démocrates) qui est choisi par l'Assemblée pour devenir le premier premier ministre de cet État autonome, en mai 1957. |